# Voldemar Tago
Voldemar Tago (* 10. Augustjul. / 22. August 1887greg. in Narva; † 18. September 1960 in Pärnu, Estland) war ein estnischer Dirigent.

## Leben und Musik
Voldemar Tago (auch Taggo oder Taggu) studierte ab 1903 als 16-Jähriger in Russland am Sankt Petersburger Konservatorium. Einer seiner dortigen Lehrer war der estnische Hornist Jaan Tamm (1875–1933).
Nach Abschluss seines Studiums im Jahr 1908 war Tago vor allem als Dirigent von Orchestern in Sankt Petersburg und ab 1919 in estnischen Städten tätig. Bis 1926 war er musikalischer Leiter des Theater- und Konzerthauses Vanemuine im südestnischen Tartu. Anschließend war er fünf Jahre lang bis 1931 Dirigent des Filmorchesters des Tallinner Kinos Gloria. Von 1937 bis 1940 leitete er das Radiosymphonieorchesters des estnischen Rundfunks.
1940 zog Tago in die westestnische Stadt Pärnu an der Ostsee-Küste. Dort sowie in Haapsalu, Tartu und Narva-Jõesuu organisierte er zahlreiche Sommerkonzerte, die sich großer Beliebtheit erfreuten. In Pärnu war er ab 1941 musikalischer Leiter des Konzerthauses Endla und des örtlichen Symphonieorchesters. Als die sowjetischen Machthaber 1950 das Orchester schlossen, zog sich Tago aus dem aktiven Musikleben weitgehend zurück.
Voldemar Tago wurde auf dem Alevi-Friedhof von Pärnu begraben.